# Камчатка (річка)
Камчатка — найбільша річка півострова Камчатка в Камчатському краї Росії. Впадає у Камчатську затоку Тихого океану і належить до його водного басейну.

## Географія
Річка бере свій початок на східних схилах гір південної частини Серединного хребта на висоті ~1050 м над рівнем моря, поряд гори Сарединної (1861 м), тече на південь, а після озера Кенужен плавно повертає на схід, далі на північний схід і до злиття із річкою Правою Камчаткою (за 704 км від гирла) носить назву Озерна Камчатка. Від цього ж місця і до самого гирла, вздовж берега річки проходить автодорога Петропавловськ-Камчатський — Усть-Камчатськ.
У верхів'ї має гірський характер течії з численними перекатами та порогами. У середній течії річка виходить на Центральнокамчатську низовину і змінює характер течії на рівнинний. На цій ділянці у річки дуже звивисте русло, в окремих місцях розбивається на рукави. У нижній течії річка, огинає масив Ключевська Сопка, повертає на схід; в низов'ях розливається на численну кількість рукавів та озер на ділянці загальною площею більше 500 км², після чого перетинає хребет Кумроч, в північно-східній частині системи Східного хребта.
У гирлі річка утворює дельту, що складається з численних проток, розділених піщано-гальковими косами. Конфігурація дельти весь час змінюється. Впадає в Камчатську затоку, Тихого океану. Гирло блоковане баром, і має глибину близько 0,5 м. У місці впадіння річки Камчатки в океан вона з лівого берега з'єднується протокою Озерна з озером Нерпиче (552 км²), яке є найбільшим озером півострова Камчатка. Півострів на північ від дельти також названий по імені річки — Камчатським півостровом. Тут же в гирлі, розташоване селище і порт Усть-Камчатськ.

## Гідрологія
Живлення річки змішане, з переважанням підземного — 35% (за рахунок значної частини опадів, що просочуються в водопроникні вулканогенні породи і поповнюють запаси ґрунтових вод); снігове становить 34%, льодовикове — 28%, дощове лише — 3%.
Повінь з травня по вересень, з жовтня по квітень межень. Замерзає в листопаді, розкривається в квітні — травні.
Долина річки знаходиться в сейсмоактивній області з активним вулканізмом. При виверженнях можливе часте сходження селевих потоків через танення льодовиків в басейн річки. Найбільш значним був грязекам'яний потік, пов'язаний з катастрофічним виверженням в березні 1956 року вулкана Безіменного, в ході якого сель поширювалася по річці Велика Хапиця — одній із приток  Камчатки   В окремих місцях через вихід гарячих джерел річка не замерзає протягом усього року.
За період спостереження протягом 53 років (1931–1984) на станції у селищі Ключі за 125 км від гирла, середньорічна витрата води становила 779 м³/с.
Середньорічна витрата води у Нижньокамчатську, за 35 км від гирла — 965 м³/с.
Спостереження за водним режимом річки Камчатки також проводилось протягом 47 років (1937–1985) на станції «Великі Щоки» (Усть-Камчатський район, Камчатський край), розташованої за 61 км від гирла, впадіння її у Камчатську затоку. Середньорічна витрата води яка спостерігалася тут за цей період становила 924 м³/с для водного басейну 51 600 км², що становить близько 92% від загальної площі басейну річки. Величина прямого стоку в цілому по цій частині басейну становить — 565 міліметра на рік, що може розглядатися як досить поширена, для річок півострова Камчатки.
За період спостереження встановлено, мінімальний середньомісячний стік становив 461 м³/с (у березні), що становить більше 21% від максимального середньомісячного стоку, який відбувається у липні місяці та становить — 2 156 м³/с і вказує на недуже невелику амплітуду сезонних коливань.
За період спостереження, абсолютний мінімальний місячний стік (абсолютний мінімум) становив 363 м³/с (у березні 1946 року), абсолютний максимальний місячний стік (абсолютний максимум) становив 3 220 м³/с (у липні 1969 року).

## Притоки
Річка Камчатка приймає близько сотні приток, довжиною більше 10 км. Найбільших із них, довжиною понад 50 км — 22 (від витоку до гирла):
| Назва притоки              | Довжина,(км) | Площа водозбірного басейну, (км²) | Відстань від гирла Камчатки, (км) | Витрата води,(м³/с) |
| ліві притоки               | ліві притоки | ліві притоки                      | ліві притоки                      | ліві притоки        |
| -------------------------- | ------------ | --------------------------------- | --------------------------------- | ------------------- |
| Андріанівка                | 92           | 1 190                             | 590                               |                     |
| Мильковка (Жупанка)        | 76           | 386                               | 576                               |                     |
| Кирганик                   | 121          | 1 460                             | 550                               |                     |
| Велика Кимитіна (Кимитіна) | 105          | 2 330                             | 497                               |                     |
| Козиревка (Каракова)       | 222          | 8 440                             | 299                               |                     |
| Крапивна                   | 52           | 344                               | 275                               |                     |
| Крерук (Красний)           | 55           | 344                               | 228                               |                     |
| Крюки                      | 54           | 429                               | 205                               |                     |
| Половинна                  | 61           | 514                               | 196                               |                     |
| Біла (Ліва Біла)           | 63           | 562                               | 174                               |                     |
| Єловка (Матера)            | 244          | 8 240                             | 144                               |                     |
| Ільчинець                  | 70           | 729                               | 64                                |                     |
| Радуга                     | 84           | 1 040                             | 35                                |                     |
| праві притоки              |              |                                   |                                   |                     |
| Кавича                     | 108          | 1000                              | 591                               |                     |
| Вахвина Ліва               | 94           | 954                               | 562                               |                     |
| Китильгіна                 | 140          | 28,4                              | 473                               |                     |
| Урц                        | 70           | 689                               | 449                               |                     |
| Щапіна (Ліва Щапіна)       | 172          | 3 420                             | 400                               |                     |
| Максимовка                 | 60           | 614                               | 340                               |                     |
| Толбачик (Лівий Толбачик)  | 148          | 2 110                             | 322                               |                     |
| Студена                    | 68           | 759                               | 287                               |                     |
| Велика Хапиця              | 111          | 1 960                             | 74                                |                     |

## Населенні пункти
На берегах річки розташовано більше десятка населених пунктів (від витоку до гирла); села: Пущино (127), Шароми (557), Мілкове (8251), Долинівка (315),Тайожний (130), Лазо (415), Атласове (790), селище Козиревськ (1241), село Майське (117); селища: Ключі (5726), Усть-Камчатськ (4352).